# Lucchini SR2
Chronologie des modèles (1999 - 2002)
Lucchini SR1 Lucchini LMP2
La Lucchini SR2 est une voiture de course construite par le constructeur automobile italien Lucchini Engineering. Elle est homologuée pour courir dans les catégories Le Mans Prototype (SR2 et LMP2) de l'Automobile Club de l'Ouest.

## Aspects techniques
À bord de la Lucchini SR2002, le moteur V6 Alfa Romeo développe une puissance maximale d'environ 450 ch.

## Histoire en compétition
En 2005, la Scuderia Villorba Corse est la dernière écurie à utiliser la Lucchini SR2001. Elle est engagée aux 1 000 kilomètres de Spa, ainsi qu'aux 1 000 kilomètres de Monza. Elle termine respectivement vingtième et vingt-deuxième du classement général.

## Épilogue
Au total, dix châssis de la Lucchini SR2 sont construits : deux Lucchini SR2-99, deux Lucchini SR2000, quatre Lucchini SR2001 et deux Lucchini SR2002.